# 迪基縣 (北達科他州)
迪基县（英語：Dickey County）是位於美國北達科他州東南部的一個縣，南鄰南達科他州。面積2,957平方公里。根據美國2000年人口普查，共有人口5,757人。縣治埃倫代爾 （Ellendale）。
成立於1881年3月5日，縣政府成立於1882年8月31日。縣名紀念達科他準州州議員喬治·H·迪基。